# 罗拉·弗洛雷斯
玛丽亚·多洛雷斯·罗拉·弗洛雷斯·鲁伊斯（西班牙語：Lola Flores，1923年1月21日—1995年5月16日），生于西班牙安达卢西亚自治区加的斯省赫雷斯-德拉弗龙特拉市，一名西班牙著名歌手、舞蹈家和女演员。

## 职业生涯
罗拉·弗洛雷斯是国际公认的西班牙吉普赛舞蹈文化的象征。罗拉·弗洛雷斯并不是吉普赛人，但她却有着强烈的吉普赛文化风格，她最终嫁入一个吉普赛家庭。她在很年轻的时候就成为了一位著名的舞蹈家和安达卢西亚民俗歌手，她还出现在了1939年至1987年期间的电影中。

## 个人生活
1958年，她嫁给了来自西班牙加泰罗尼亚的 Salahel Pescaílla。她总共有三个孩子，罗丽塔·芙萝雷斯是一位舞蹈家；安东尼奥·弗洛雷斯是一位摇滚音乐人、 歌手和演员；罗莎莉欧·芙萝雷斯是一位歌手、演员。
罗拉·弗洛雷斯在1995年死于乳腺癌，享年72岁。她的遗体被埋葬在马德里阿尔穆德纳公墓。在她死后不久，悲痛欲绝的儿子安东尼奥·弗洛雷斯服用过量巴比妥类药物自杀身亡，他被埋葬在了他的母亲罗拉·弗洛雷斯的旁边，享年33岁。
2007年，罗拉的传记电影《la película》正式上映，这部电影讲述了她在1931年至1958年期间的早期生活。

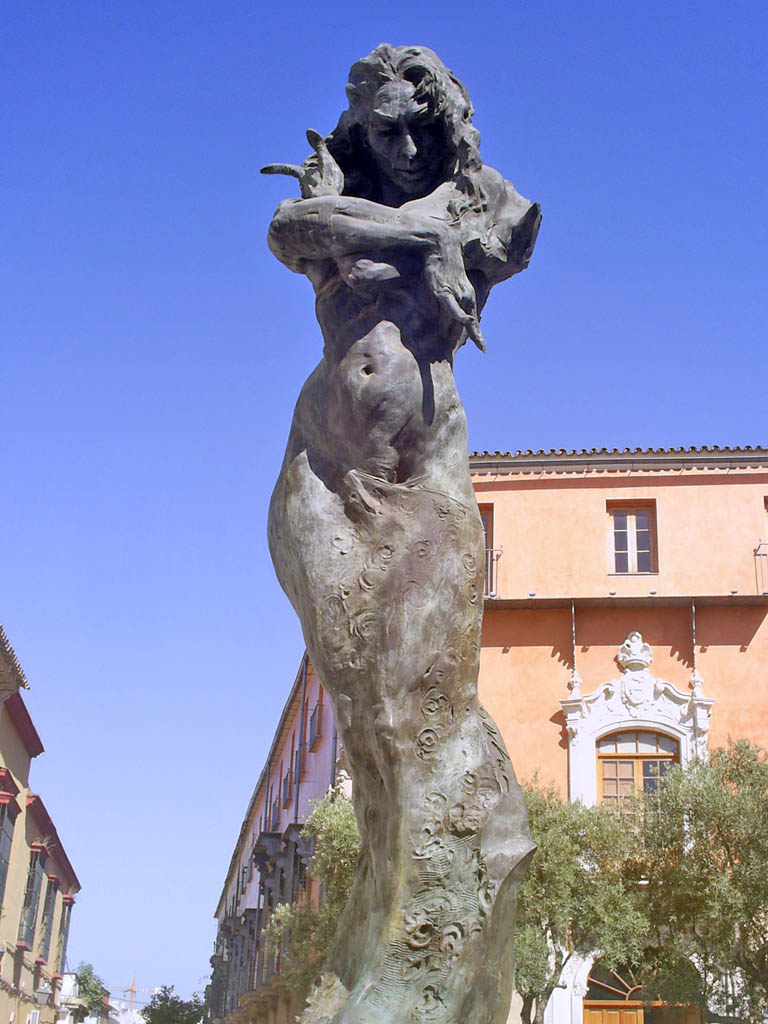
建立在她家乡赫雷斯-德拉弗龙特拉的纪念碑

## 精选影片
- The Balcony of the Moon (1962)